# 桃鈴ねね
桃鈴 ねね（ももすず ねね、英: Momosuzu Nene、中: 桃铃 音音）は、日本のバーチャルYouTuber。ホロライブプロダクションの女性バーチャルYouTuberグループ・ホロライブの5期生。犬や猫、昆虫、は虫類など、生き物好きとしても知られている。

## 概要
誕生日は3月2日。身長159センチ。愛称は「ねねち」など。挨拶は「こんねね～！ ホロライブ5期生、ねぽらぼのね！ みんなの心のエナジードリンク、桃鈴ねねで～す！」など。
キャラクターデザインは西沢5㍉、Live2DモデルはDate、新Live2Dモデルは入江燈、3Dモデルは八剣がそれぞれ担当。
ファンネームは「ねっ子」、メンバーシップネームは「ねねプロダクション」
メンバーシップ配信の場合はメンバーシップ自体を「ねねプロ総会」などと呼称することもある。

## 人物・エピソード
- 好きな物は、歌うこと、踊ること、お絵かき、テーマパーク（絶叫）、餃子、炭酸ジュース、おしゃペり（おしゃべりの誤字）、5期のみんな[14]。
- Twitterでの活動を開始した2020年8月6日の時点から独特のセンスと天然っぷりを発揮し、「#新人Vtuべｒ（新人VTuberの誤字）」「宜しくお願いしあmす（宜しくお願いしますの誤字）」「ピ円（ぴえんの誤字）」などの誤字や脱字を連発し、複数のホロライブの所属タレントからいじられた[15][16][17][18][19][20][21][22][23]。この内、「#新人Vtuべｒ」は同日にTwitterにて日本トレンド1位、世界トレンド4位となった[24]。
- 雪花ラミィが2020年8月12日に実施したデビュー配信で「鈴桃ねね」と紹介されたり[25]、大神ミオのYouTubeチャンネルで2021年2月23日に配信された「冬のユニーク俳句王決定戦」で「桃鉄ねね」と紹介されたり[26]と、ホロライブの所属タレントに自身の名前を間違えられたことがある。
- 活動開始当初は中音域の声で『銀魂』の登場人物・神楽を真似て[14]語尾に「アル」をつけていたが、2020年10月頃から語尾をやめており、声自体も同年末頃から初期と比べやや高めのキーで話すようになった。
- 『銀魂』や『BLEACH』などを愛読していた[14]影響か、下ネタに寛容な一面を持つ。
- 海外の（主にコメント欄上で求婚をしてきた）視聴者を「Husband（夫）」と呼ぶ習慣があり、英語版「hololive（ホロライブ）公式サイト」ではファンネームは「Husbands (or Wives)」であると紹介されている[27]。

## 略歴
- 2020年
  - 8月6日、Twitterでの活動を開始[28]。
  - 8月13日、YouTubeにて初配信を行いデビュー[2][14]、翌14日にチャンネル登録者数が10万人を突破。
  - 9月11日、メンバーシップを解禁[29]。

- 2021年
  - 1月31日、メイン衣装の変更に伴い、新メイン衣装のお披露目配信を実施[30][31]。
  - 4月18日、3Dお披露目配信を実施[32][33][34]。
  - 8月24日、Twitchのアカウントを開設[35]。
  - 9月11日、新衣装お披露目配信を実施[36]。
  - 10月4日、『週刊プレイボーイ』No.39-40の特集「次世代美少女55+1」にランクイン[37]。

- 2022年
  - 12月3日、YouTubeのチャンネル登録者数が100万人を突破[38][39]。チャンネル登録者数が100万人を超えたYouTuberは、VTuberとしては53人目、ホロライブとしては24人目となる。これにより、現在のホロライブ5期生[注釈 1]の全員がチャンネル登録者数100万人を達成したことになる[40]。

- 2023年
  - 1月14日、『ねねねのね！』リリースイベント「ねねかいぎ！ ～桃鈴ねね1stEP「ねねねのね！」発売記念～」開催

- 2024年
  - 7月22日、トラブルが起きたため当面の間配信活動とSNSの休止がホロライブ公式より発表される[41]。
  - 11月、復帰し、配信を行った[42]。

- 2025年
  - 3月29日、3D新衣装お披露目。

## 主な出演

### ライブ
- VARK Presents. hololive Virtual LIVE series in VARK『Cinderella switch ～ふたりでみるホロライブ～』vol.7（2021年6月26日、VARK）[43]
- 湊あくあ ワンマンライブ2022「あくあ色 in わんだ〜☆らんど♪」（2022年1月28日、豊洲PIT・SPWN） - ゲスト出演[44][45]
- 「hololive 5th Generation Live "Twinkle 4 You"」（2023年7月7日、東京ドームシティホール）[46]
- 「hololive5期生 4周年記念 ファン大感謝祭　～みんなねぽらぼに愛に恋～」（2024年8月17日、ベルサール渋谷ガーデン）[47]
- 「ANISAMA V神 2024」（2024年12月15日、SPWN）[48]

#### ホロライブ全体ライブ
- 「hololive 3rd fes. Link Your Wish Supported By ヴァイスシュヴァルツ」Day1（2022年3月19日、幕張メッセ）[49]
- 「hololive 4th fes. Our Bright Parade Supported By Bushiroad」DAY2（2023年3月19日、幕張メッセ）[50]
- 「hololive 5th fes. Capture the Moment Supported By Bushiroad」（2024年3月16日 - 3月17日、幕張メッセ）[51]
- 「hololive 6th fes. Color Rise Harmony」（2025年3月8日 - 3月9日、幕張メッセ）[52][53][54]

### テレビアニメ
- 世界最高の暗殺者、異世界貴族に転生する（2021年、ケリー 役）[55]

### ゲーム
- メンヘラフレシア フラワリングアビス（2021年6月25日、ねねね 役）[56]
- テトテ×コネクト（2022年7月5日、桃鈴ねね 役）[57]
- 陰の実力者になりたくて！マスターオブガーデン（2023年9月21日、桃鈴ねね）[58]
  - 2025年1月9日、復刻（[超禰禰血の独壇場]桃鈴ねね）[59]。

### テレビ番組
- プロジェクトV（2021年8月25日、日本テレビ）[60] - 2021年8月29日にSPWNにて有料で配信された同番組の配信限定コンテンツ「推しすぎてV」にも出演

### ラジオ番組
- ヒゲドライバーのヒゲドラジオ！（2021年8月15日・8月22日、文化放送）[61]

### インターネット番組
2020年
- ホロの試練2（10月23日、YouTubeチャンネル「hololive ホロライブ - VTuber Group」にて配信）同日にニコニコ生放送にてニコニコチャンネル会員限定で配信されたアフタートーク「ホロの試練2 アフタートーク」にも出演
- 年末ホロライブ 〜ゆくホロくるホロ2020〜（12月31日 - 2021年1月1日、YouTubeチャンネル「hololive ホロライブ - VTuber Group」にて配信）

2021年
- ホロポケカップ（3月31日、ニコニコ生放送にて一部有料配信）『ポケットモンスター ソード・シールド』のトーナメント大会
- NSG夏フェス2021オンライン（7月11日、YouTubeチャンネル「新潟会計ビジネス専門学校【NABIチャンネル】NABI」にて期間限定配信）
- KLabGames放送局+Plus 夏の特番生放送（8月7日、YouTubeチャンネル「チャンネルKLabGames」・Twitterアカウント「KLabGames」にて配信）

### 雑誌
- 『S Cawaii!』2022年11月号 特別版、主婦の友社、2022年9月16日。ASIN B0B92NWWH5。 - 表紙、特集[69]

### MV
- HIMEHINA『V』（2025年6月）[70]

## タイアップ
2021年
- MOLLY.ONLINE（1月15日 - ）プライズゲーム用の景品を展開
- D4DJ Groovy Mix（3月4日）楽曲「BLUE CLAPPER」の原曲を実装
- エアコミケ3（4月27日）「エアコミケ3 献血応援イベント」にてイベント参加特典のポスターを配布
- ファミリーマート（5月11日 - 5月24日）コラボキャンペーンを実施
- Xbox（5月27日）「Xbox Game Pass」を紹介する配信を実施
- バンダイ（5月28日 - 〈ラバーマスコット〉・7月30日 - 〈アクリルスイング〉）「ガシャポンオンライン」にてラバーマスコットとアクリルスイングの販売を実施
- BLEACH Brave Souls（6月19日）実況プレイ配信を実施
- IDOLY PRIDE（6月28日）実況プレイ配信を実施
- アトレ秋葉原（8月1日 - 8月15日）限定グッズの販売や特別展示を実施
- 富士急ハイランド（9月18日 - 10月31日）限定グッズの販売やコラボイベントを実施
- ヴァイスシュヴァルツ（9月24日 - 〈トライアルデッキ＋〉・9月30日 - 〈ブースターパック〉）「トライアルデッキ＋」と「ブースターパック」の販売を実施
- 郵便局物販サービス（11月1日 - 2022年1月7日）限定デザインの年賀はがきと限定グッズの販売を実施
- ローソン（12月7日 - ）限定商品の販売やコラボキャンペーンを実施

2025年
- 東京ジョイポリス（2025年5月30日 - 7月21日） - コラボイベント「ホロライブ×ジョイポリス SWEETY PARTY」に、「ねぽらぼ」（5期生）として参加。

## リリース音源
○主な出典：hololive（ホロライブ）公式サイト

### 桃鈴ねね
| 発売日         | タイトル                           | 品番     | 出典          |
| -------------- | ---------------------------------- | -------- | ------------- |
| 2021年3月3日   | ねねねねねねねね!大爆走            | CVRD-035 | [ 89 ]        |
| 2021年4月19日  | Lunch with me                      | CVRD-042 | [ 90 ] [ 91 ] |
| 2021年8月14日  | モモノネ                           | CVRD-062 | [ 92 ]        |
| 2022年10月23日 | Ring-A-Linger                      | CVRD-224 | [ 93 ]        |
| 2023年3月29日  | コングラッCHU☆マーチ               | CVRD-273 | [ 94 ]        |
| 2023年6月11日  | みちしるべ                         | CVRD-295 | [ 95 ]        |
| 2023年10月28日 | ねねちのギラギラファンミーティング | CVRD-343 | [ 96 ]        |
| 2025年3月3日   | LOVE受信、ヒクツ発信               | CVRD-538 | [ 97 ]        |
| 2025年8月14日  | カラカラ！                         | CVRD-617 | [ 98 ]        |

| 発売日        | タイトル     | 品番     | 出典   |
| ------------- | ------------ | -------- | ------ |
| 2023年6月11日 | ねねねのね！ | CVRD-296 | [ 99 ] |

### hololive 5th Generation
| 発売日        | タイトル               | 品番     | 出典    |
| ------------- | ---------------------- | -------- | ------- |
| 2023年6月17日 | Twinkle 4 You          | CVRD-300 | [ 100 ] |
| 2023年7月8日  | Hyper Jumpin’          | CVRD-305 | [ 101 ] |
| 2023年6月29日 | Cosmic Wonderful Tour! | CVRD-302 | [ 102 ] |
| 2025年8月18日 | ひとつになる声         | CVRD-618 | [ 103 ] |

### hololive IDOL PROJECT
| 発売日         | タイトル                                            | 品番     | 出典            |
| -------------- | --------------------------------------------------- | -------- | --------------- |
| 2020年12月24日 | BLUE CLAPPER                                        | CVRD-017 | [ 104 ] [ 105 ] |
| 2022年3月13日  | Prism Melody                                        | CVRD-138 | [ 106 ]         |
| 2022年8月19日  | 飛んでK！ホロライブサマー                           | CVRD-199 | [ 107 ]         |
| 2022年8月22日  | ホロメン音頭                                        | CVRD-200 | [ 108 ]         |
| 2024年3月7日   | Capture the Moment                                  | CVRD-396 | [ 109 ]         |
| 2024年3月15日  | ホロライブ言えるかな？hololive SUPER EXPO 2024 ver. | CVRD-406 | [ 110 ]         |
| 2025年7月10日  | 藍染サマータイム!!                                  | CVRD-598 | [ 111 ] [ 112 ] |

| 発売日        | タイトル | 品番     | 出典    |
| ------------- | -------- | -------- | ------- |
| 2021年4月21日 | Bouquet  | HOLO-001 | [ 113 ] |

### NEGI☆U
| 発売日                                  | タイトル                   | 品番      | 備考                                                                | 出典    |
| --------------------------------------- | -------------------------- | --------- | ------------------------------------------------------------------- | ------- |
| 2021年8月1日（配信） 2021年9月1日（CD） | つまりはいつもくじけない！ | QECR-1    | テレビアニメ『ジャヒー様はくじけない!』 第1クールエンディングテーマ | [ 114 ] |
| 2022年5月26日                           | PANIGHT                    | CVRD-161A |                                                                     | [ 115 ] |
| 2023年5月19日                           | 寿司☆でしょ！              | CVRD-288  |                                                                     | [ 116 ] |

| 発売日       | タイトル             | 品番     | 出典    |
| ------------ | -------------------- | -------- | ------- |
| 2022年6月1日 | ねぎゆーのパないうた | CVRD-161 | [ 117 ] |

### その他の参加作品
| 発売日        | タイトル      | アーティスト                                                     | 品番     | 出典    |
| ------------- | ------------- | ---------------------------------------------------------------- | -------- | ------- |
| 2024年11月8日 | GET THE CROWN | Hoshimatic Project                                               | CVRD-497 | [ 118 ] |
| 2025年6月25日 | LIVE IT LOUD! | 桃鈴ねね、Kureiji Ollie、Mori Calliope、IRyS、Nerissa Ravencroft | CVRD-592 | [ 119 ] |

| 発売日        | タイトル                  | アーティスト          | 品番      | 楽曲      | 出典            |
| ------------- | ------------------------- | --------------------- | --------- | --------- | --------------- |
| 2024年2月27日 | ほろはにヶ丘高校 -Covers- | hololive × HoneyWorks | HLP-10005 | 同担☆拒否 | [ 120 ] [ 121 ] |